# A Don Matteo epizódjainak listája
Ez a lap a Don Matteo című sorozat epizódjainak listáját tartalmazza.

## Évadáttekintés
A Don Matteo című sorozatból tizennégy évad alatt 275 rész készült.
| Évad | Évad | Epizódok | Eredeti sugárzás     | Eredeti sugárzás   |
| Évad | Évad | Epizódok | Évadpremier          | Évadfinálé         |
| ---- | ---- | -------- | -------------------- | ------------------ |
|      | 1    | 16       | 2000. január 7.      | 2000. február 20.  |
|      | 2    | 16       | 2001. október 21.    | 2001. december 9.  |
|      | 3    | 16       | 2002. szeptember 27. | 2002. november 15. |
|      | 4    | 24       | 2004. február 19.    | 2004. május 6.     |
|      | 5    | 24       | 2006. február 1.     | 2006. április 27.  |
|      | 6    | 24       | 2008. január 17.     | 2008. április 10.  |
|      | 7    | 24       | 2009. szeptember 10. | 2009. november 26. |
|      | 8    | 24       | 2011. szeptember 15. | 2011. december 8.  |
|      | 9    | 26       | 2014. január 9.      | 2014. április 10.  |
|      | 10   | 26       | 2016. január 7.      | 2016. április 14.  |
|      | 11   | 25       | 2018. január 11.     | 2018. április 19.  |
|      | 12   | 10       | 2020. január 9.      | 2020. március 19.  |
|      | 13   | 10       | 2022. március 31.    | 2022. május 26.    |
|      | 14   | 10       | 2024. október 17.    | 2024. december 19. |

### Első évad (2000)
| Sor. | Év. | Cím                                                | Rendező        | Író                                                     | Premier           |
| ---- | --- | -------------------------------------------------- | -------------- | ------------------------------------------------------- | ----------------- |
| 1.   | 1.  | Az idegen (Lo straniero)                           | Enrico Oldoini | Alessandro Bencivenni, Carlo Mazzotta, Domenico Saverni | 2000. január 7.   |
| 2.   | 2.  | Rutinműtét (Una banale operazione)                 | Enrico Oldoini | Paola Catella, Carlo Mazzotta                           | 2000. január 7.   |
| 3.   | 3.  | Meg kell szólalni! (Il coraggio di parlare)        | Enrico Oldoini | Anna Samueli, Carlo Mazzotta                            | 2000. január 14.  |
| 4.   | 4.  | Anna (Anna)                                        | Enrico Oldoini | Francesca Panzarella                                    | 2000. január 14.  |
| 5.   | 5.  | A skorpió stratégia (La strategia dello scorpione) | Enrico Oldoini | Carlo Mazzotta                                          | 2000. január 21.  |
| 6.   | 6.  | Szimat kérdése (Questione di fiuto)                | Enrico Oldoini | Paola Catella                                           | 2000. január 21.  |
| 7.   | 7.  | Az antik rózsa (La rosa antica)                    | Enrico Oldoini | Anna Samueli                                            | 2000. január 28.  |
| 8.   | 8.  | A kis angyal (Il piccolo angelo)                   | Enrico Oldoini | Alessandro Bencivenni, Domenico Saverni                 | 2000. január 28.  |
| 9.   | 9.  | Ítéletre várva (In attesa di giudizio)             | Enrico Oldoini | Alessandro Bencivenni, Domenico Saverni                 | 2000. február 4.  |
| 10.  | 10. | A zsarolás (Il ricatto)                            | Enrico Oldoini | Carlo Mazzotta                                          | 2000. február 4.  |
| 11.  | 11. | A színész (L'attore)                               | Enrico Oldoini | Paola Catella, Carlo Mazzotta                           | 2000. február 11. |
| 12.  | 12. | Mámoros állapot (Stato di ebbrezza)                | Enrico Oldoini | Anna Samueli                                            | 2000. február 11. |
| 13.  | 13. | Bűntény az egyetemen (Delitto accademico)          | Enrico Oldoini | Carlo Mazzotta, Luca Manfredi                           | 2000. február 18. |
| 14.  | 14. | Szerelem korhatár nélkül (Amore senza età)         | Enrico Oldoini | Carlo Mazzotta                                          | 2000. február 18. |
| 15.  | 15. | A szenvedély tüze (Il fuoco della passione)        | Enrico Oldoini | Anna Samueli                                            | 2000. február 20. |
| 16.  | 16. | Rohadt gyümölcs (La mela marcia)                   | Enrico Oldoini | Paola Catella, Carlo Mazzotta                           | 2000. február 20. |

### Második évad (2001)
| Sor. | Év. | Cím                                                                    | Rendező        | Író                                 | Premier            |
| ---- | --- | ---------------------------------------------------------------------- | -------------- | ----------------------------------- | ------------------ |
| 17.  | 1.  | A mérgezett alma (La mela avvelenata)                                  | Leone Pompucci | Francesca Melandri                  | 2001. október 21.  |
| 18.  | 2.  | Megbélyegezve (Il marchio sulla pelle)                                 | Leone Pompucci | Francesca Melandri                  | 2001. október 21.  |
| 19.  | 3.  | A jégszív (Cuore di ghiaccio)                                          | Leone Pompucci | Carlo Mazzotta                      | 2001. október 28.  |
| 20.  | 4.  | A mágus (Il mago)                                                      | Andrea Barzini | Anna Samueli                        | 2001. október 28.  |
| 21.  | 5.  | Az öt homár (Cinque astici)                                            | Andrea Barzini | Duccio Camerini                     | 2001. november 4.  |
| 22.  | 6.  | A bosszú (Un uomo onesto)                                              | Leone Pompucci | Duccio Camerini                     | 2001. november 4.  |
| 23.  | 7.  | A kirándulás (Il torpedone)                                            | Leone Pompucci | Massimo Torre                       | 2001. november 11. |
| 24.  | 8.  | Nehézsúly (Peso massimo)                                               | Leone Pompucci | Mauro Marsili, Isabella Franconetti | 2001. november 11. |
| 25.  | 9.  | Az igaz hivatástudat (Mossa d'azzardo)                                 | Andrea Barzini | Carlo Mazzotta                      | 2001. november 18. |
| 26.  | 10. | Feleséget és jószágot messziről ne hozz (Moglie e buoi dei paesi tuoi) | Andrea Barzini | Mauro Marsili, Isabella Franconetti | 2001. november 18. |
| 27.  | 11. | A zenekar (La banda)                                                   | Andrea Barzini | Francesca Melandri                  | 2001. november 25. |
| 28.  | 12. | Kígyómarás (Il morso del serpente)                                     | Leone Pompucci | Massimo Torre                       | 2001. november 25. |
| 29.  | 13. | A Szent Máj (Questione di fegato)                                      | Andrea Barzini | Anna Samueli                        | 2001. december 2.  |
| 30.  | 14. | Játék a tűzzel (Scherzare col fuoco)                                   | Leone Pompucci | Anna Samueli                        | 2001. december 2.  |
| 31.  | 15. | Játékon kívül (Fuori gioco)                                            | Andrea Barzini | Carlo Mazzotta                      | 2001. december 9.  |
| 32.  | 16. | A vallomás (La confessione)                                            | Andrea Barzini | Massimo Torre                       | 2001. december 9.  |

### Harmadik évad (2003)
| Sor. | Év. | Cím                                                           | Rendező        | Író                                               | Premier              |
| ---- | --- | ------------------------------------------------------------- | -------------- | ------------------------------------------------- | -------------------- |
| 33.  | 1.  | A szív titkai (I segreti del cuore)                           | Enrico Oldoini | Francesca Melandri                                | 2002. szeptember 27. |
| 34.  | 2.  | A szerelemhez sosincs késő (In amore non è mai troppo tardi)  | Leone Pompucci | Francesca Melandri                                | 2002. szeptember 27. |
| 35.  | 3.  | Botrány a városban (Scandalo in città)                        | Enrico Oldoini | Mauro Marsili, Isabella Franconetti               | 2002. október 4.     |
| 36.  | 4.  | Emberrablás (Sequestro di persona)                            | Andrea Barzini | Anna Samueli                                      | 2002. október 4.     |
| 37.  | 5.  | Kísért a múlt (Il passato ritorna)                            | Enrico Oldoini | Massimo Torre                                     | 2002. október 11.    |
| 38.  | 6.  | Rémület a színpadon (Paura in palcoscenico)                   | Andrea Barzini | Andrea Barzini, Mariella Sellitti, Chiara Barzini | 2002. október 11.    |
| 39.  | 7.  | Szépségfarm (Beauty Farm)                                     | Andrea Barzini | Andrea Barzini, Chiara Barzini, Mariella Sellitti | 2002. október 18.    |
| 40.  | 8.  | Különös megbízás (L'incarico)                                 | Andrea Barzini | Duccio Camerini                                   | 2002. október 18.    |
| 41.  | 9.  | Szépségek (Bellissima)                                        | Enrico Oldoini | Anna Samueli                                      | 2002. október 25.    |
| 42.  | 10. | A kolostor rejtélye (Il mistero del convento)                 | Leone Pompucci | Duccio Camerini                                   | 2002. október 25.    |
| 43.  | 11. | A tanú (Il testimone)                                         | Andrea Barzini | Andrea Barzini, Chiara Barzini, Mariella Sellitti | 2002. november 1.    |
| 44.  | 12. | Natalina szerelmes (Natalina innamorata)                      | Leone Pompucci | Duccio Camerini                                   | 2002. november 1.    |
| 45.  | 13. | Három esküvő és egy télapó (Tre matrimoni e un… Babbo Natale) | Andrea Barzini | Marco Tiberi                                      | 2002. november 8.    |
| 46.  | 14. | A sakk királya (Il re degli scacchi)                          | Andrea Barzini | Duccio Camerini                                   | 2002. november 8.    |
| 47.  | 15. | Névtelen levelek (Duccio Camerini)                            | Leone Pompucci | Duccio Camerini                                   | 2002. november 15.   |
| 48.  | 16. | Repülés (Il volo)                                             | Andrea Barzini | Mauro Marsili, Isabella Franconetti               | 2002. november 15.   |

### Negyedik évad (2004)
| Sor. | Év. | Cím                                                     | Rendező        | Író                                      | Premier           | Nézettség |
| ---- | --- | ------------------------------------------------------- | -------------- | ---------------------------------------- | ----------------- | --------- |
| 49.  | 1.  | Az új polgármester (Campagna elettorale)                | Andrea Barzini | Anna Samueli, Francesco Balletta         | 2004. február 19. | 8 110 000 |
| 50.  | 2.  | Gyilkosság a könyvtárban (Delitto in biblioteca)        | Giulio Base    | Domenico Saverni, Alessandro Bencivenni  | 2004. február 19. | 7 447 000 |
| 51.  | 3.  | Apám börtönviselt (Mio padre è stato in carcere)        | Giulio Base    | Duccio Camerini                          | 2004. február 26. | 5 592 000 |
| 52.  | 4.  | Életre szóló adósság (Debito per la vita)               | Giulio Base    | Carlo Mazzotta                           | 2004. február 26. | 5 805 000 |
| 53.  | 5.  | A táncverseny (Gara di ballo)                           | Giulio Base    | Massimo Torre                            | 2004. március 4.  | 7 232 000 |
| 54.  | 6.  | Halál hajnalban (Morte all'alba)                        | Andrea Barzini | Massimo Torre                            | 2004. március 4.  | 7 131 000 |
| 55.  | 7.  | A 23. pont (Comma 23)                                   | Andrea Barzini | Duccio Camerini                          | 2004. március 11. | 6 578 000 |
| 56.  | 8.  | Keserű pohár (Il calice avvelenato)                     | Giulio Base    | Francesca Melandri                       | 2004. március 11. | 6 257 000 |
| 57.  | 9.  | A bőrönd (La valigia)                                   | Andrea Barzini | Mariella Sellitti                        | 2004. március 18. | 7 430 000 |
| 58.  | 10. | Lopott szerelem (L'amore rubato)                        | Giulio Base    | Anna Samueli, Francesco Balletta         | 2004. március 18. | 6 850 000 |
| 59.  | 11. | A szív kisiklásai (I volteggi del cuore)                | Giulio Base    | Stefano Sudriè                           | 2004. április 25. | 6 794 000 |
| 60.  | 12. | Gyilkosság egyenes adásban (Delitto in diretta)         | Andrea Barzini | Mauro Marsili, Isabella Franconetti      | 2004. március 25. | 5 738 000 |
| 61.  | 13. | Titkos nyomozás (Indagine riservata)                    | Andrea Barzini | Domenico Saverni, Alessandro Bencivenni  | 2004. április 1.  | 7 932 000 |
| 62.  | 14. | Különös idegen (L'estraneo)                             | Giulio Base    | Mauro Marsili, Isabella Franconetti      | 2004. április 1.  | 7 633 000 |
| 63.  | 15. | Titkok és hazugságok (Misteri e bugie)                  | Andrea Barzini | Francesca Melandri                       | 2004. április 8.  | 6 003 000 |
| 64.  | 16. | A függöny mögött (Dietro il sipario)                    | Andrea Barzini | Carlo Mazzotta, Herbert Simone Paragnani | 2004. április 8.  | 6 549 000 |
| 65.  | 17. | Értékes portéka (Merce preziosa)                        | Andrea Barzini | Francesca Melandri                       | 2004. április 15. | 7 698 000 |
| 66.  | 18. | A tehetség (Il dono)                                    | Andrea Barzini | Massimo Torre                            | 2004. április 15. | 7 257 000 |
| 67.  | 19. | A gyanú (Il sospetto)                                   | Andrea Barzini | Carlo Mazzotta                           | 2004. április 22. | 7 887 000 |
| 68.  | 20. | Törvényszerűség (La legge del caso)                     | Andrea Barzini | Mariella Sellitti                        | 2004. április 22. | 7 092 000 |
| 69.  | 21. | Magányos szívek (Cuori solitari)                        | Giulio Base    | Mauro Marsili, Isabella Franconcetti     | 2004. április 29. | 8 078 000 |
| 70.  | 22. | Kövér tehén, sovány tehén (Vacche grasse, vacche magre) | Giulio Base    | Francesca Melandri                       | 2004. április 29. | 7 324 000 |
| 71.  | 23. | A gyermek (Il delitto del biberon)                      | Giulio Base    | Anna Samueli                             | 2004. május 6.    | 7 871 000 |
| 72.  | 24. | Három lövés a sötétben (Tre spari nel buio)             | Giulio Base    | Duccio Camerini                          | 2004. május 6.    | 7 359 000 |

### Ötödik évad (2006)
| Sor. | Év. | Cím                                            | Rendező              | Író                              | Premier           |
| ---- | --- | ---------------------------------------------- | -------------------- | -------------------------------- | ----------------- |
| 73.  | 1.  | Leszámolás a múlttal (I conti col passato)     | Elisabetta Marchetti | Carlo Mazzotta, Vinicio Canton   | 2006. február 1.  |
| 74.  | 2.  | Halálos szerelem (Tarocchi di sangue)          | Giulio Base          | Cecilia Calvi                    | 2006. február 1.  |
| 75.  | 3.  | Dallamról dallamra (Al chiaro di luna)         | Elisabetta Marchetti | Mauro Graiani                    | 2006. február 2.  |
| 76.  | 4.  | A képtolvaj (Falso d'autore)                   | Giulio Base          | Mariella Sellitti                | 2006. február 2.  |
| 77.  | 5.  | Az utolsó feladvány (Ultimo enigma)            | Giulio Base          | Mauro Graiani                    | 2006. február 9.  |
| 78.  | 6.  | Az angol turista (Turista inglese)             | Elisabetta Marchetti | Giuseppe Furno                   | 2006. február 9.  |
| 79.  | 7.  | Önvédelem (Legittima difesa)                   | Elisabetta Marchetti | Alfredo Arciero                  | 2009. február 16. |
| 80.  | 8.  | A nevetés ereje (La forza del sorriso)         | Elisabetta Marchetti | Carlo Mazzotta                   | 2009. február 16. |
| 81.  | 9.  | Az utolsó zsákmány (Ultima preda)              | Giulio Base          | Francesco Arlanch                | 2009. február 23. |
| 82.  | 10. | Egy csendes vasárnap (Una domenica tranquilla) | Elisabetta Marchetti | Lea Tafuri, Luisa Cotta Ramosino | 2009. február 23. |
| 83.  | 11. | Tévedni emberi dolog (Errore umano)            | Giulio Base          | Carlo Mazzotta                   | 2006. március 9.  |
| 84.  | 12. | Összetört álmok (Sogno spezzato)               | Elisabetta Marchetti | Mauro Graiani, Lisetta Renzi     | 2006. március 9.  |
| 85.  | 13. | Elsőbálozók (Il ballo delle debuttanti)        | Elisabetta Marchetti | Mariella Sellitti                | 2006. március 16. |
| 86.  | 14. | Mérgezett víz (Acque avvelenate)               | Giulio Base          | Francesca Panzarella             | 2006. március 16. |
| 87.  | 15. | Mi potyog az égből? (Caduta dal cielo)         | Carmine Elia         | Lea Tafuri                       | 2006. március 23. |
| 88.  | 16. | Álmok és kötelességek (Sogni e bisogni)        | Elisabetta Marchetti | Giovanna Caico                   | 2006. március 23. |
| 89.  | 17. | Emlékezetkihagyás (Vuoto di memoria)           | Carmine Elia         | Luca Manzi, Mauro Graiani        | 2006. március 30. |
| 90.  | 18. | A szennyes (Panni sporchi)                     | Elisabetta Marchetti | Francesco Arlanch                | 2006. március 30. |
| 91.  | 19. | Arabeszk (Arabesque)                           | Carmine Elia         | Mariella Sellitti                | 2006. április 6.  |
| 92.  | 20. | A győztes paripa (Cavallo vincente)            | Carmine Elia         | Carlo Mazzotta                   | 2006. április 13. |
| 93.  | 21. | Az utolsó ítélet (Giudizio universale)         | Elisabetta Marchetti | Lea Tafuri                       | 2006. április 13. |
| 94.  | 22. | A szív választásai (Le elezioni del cuore)     | Elisabetta Marchetti | Mauro Graiani                    | 2006. április 20. |
| 95.  | 23. | Sorsdöntő levelek (La posta in gioco)          | Elisabetta Marchetti | Mauro Graiani                    | 2006. április 20. |
| 96.  | 24. | Bajos indulás (Falsa partenza)                 | Elisabetta Marchetti | Mauro Graiani                    | 2006. április 27. |

### Hatodik évad (2008)
| Sor. | Év. | Cím                                                                    | Rendező              | Író                                          | Premier           |
| ---- | --- | ---------------------------------------------------------------------- | -------------------- | -------------------------------------------- | ----------------- |
| 97.  | 1.  | Isten hozta itthon, Don Matteo (Bentornato don Matteo)                 | Elisabetta Marchetti | Mauro Graiani                                | 2008. január 17.  |
| 98.  | 2.  | A kávé illata (Profumo di caffè)                                       | Elisabetta Marchetti | Mauro Graiani                                | 2008. január 17.  |
| 99.  | 3.  | Csokoládé (Cioccolata)                                                 | Elisabetta Marchetti | Paolo Logli, Alessandro Pondi, Mauro Graiani | 2008. január 24.  |
| 100. | 4.  | Angelo szobája (La stanza di un angelo)                                | Elisabetta Marchetti | Cecilia Calvi, Giuseppe Furno                | 2008. január 24.  |
| 101. | 5.  | A táncosnő (La minicubista)                                            | Fabrizio Costa       | Francesca Melandri                           | 2008. január 31.  |
| 102. | 6.  | Asparto halála (Morte di un cantastorie)                               | Elisabetta Marchetti | Cecilia Calvi, Paolo Logli, Alessandro Pondi | 2008. január 31.  |
| 103. | 7.  | A pedálozás ritmusa (Il ritmo dei pedali)                              | Fabrizio Costa       | Francesco Arlanch                            | 2008. február 7.  |
| 104. | 8.  | A délben eltűnt kutya esete (Il caso del cane scomparso a mezzogiorno) | Elisabetta Marchetti | Mariella Sellitti                            | 2008. február 7.  |
| 105. | 9.  | Leheletnyi púder (Un tocco di fard)                                    | Fabrizio Costa       | Mariella Sellitti                            | 2008. február 14. |
| 106. | 10. | Érezd jól magad! (Trattamento di benessere)                            | Fabrizio Costa       | Francesco Arlanch                            | 2008. február 14. |
| 107. | 11. | Egy nyugtalan szellem (Uno spirito inquieto)                           | Fabrizio Costa       | Francesca Melandri                           | 2008. február 21. |
| 108. | 12. | A mások titka (I segreti degli altri)                                  | Elisabetta Marchetti | Francesca Melandri                           | 2008. február 21. |
| 109. | 13. | Francesca és a farkas (Francesca e il lupo)                            | Fabrizio Costa       | Mauro Graiani                                | 2008. március 6.  |
| 110. | 14. | A vágyak körhintája (La giostra dei desideri)                          | Fabrizio Costa       | Mauro Graiani                                | 2008. március 6.  |
| 111. | 15. | A megmentő (Io ti salverò)                                             | Fabrizio Costa       | Mario Ruggeri                                | 2008. március 13. |
| 112. | 16. | Natalina Valentin-napja (Un San Valentino per Natalina)                | Giulio Base          | Mauro Graiani                                | 2008. március 13. |
| 113. | 17. | Családon belül (Un sogno rubato)                                       | Giulio Base          | Francesca Melandri                           | 2008. március 20. |
| 114. | 18. | Ellopott álom (Incontri ravvicinati)                                   | Elisabetta Marchetti | Alfredo Arciero, Lea Tafuri                  | 2008. március 20. |
| 115. | 19. | Natalina fivére (Il fratello di Natalina)                              | Giulio Base          | Mario Ruggeri                                | 2008. március 27. |
| 116. | 20. | Érzelmi válság (Crisi sentimentale)                                    | Giulio Base          | Francesco Arlanch                            | 2008. március 27. |
| 117. | 21. | Jótékonysági árverés (Una buona annata)                                | Elisabetta Marchetti | Mario Ruggeri, Andrea Oliva                  | 2008. április 3.  |
| 118. | 22. | Orfeusz kincse (Il tesoro di Orfeo)                                    | Giulio Base          | Carlo Mazzotta, Andrea Oliva                 | 2008. április 3.  |
| 119. | 23. | Azok a jó gyerekek! (Bravi ragazzi)                                    | Elisabetta Marchetti | Mario Ruggeri, Lea Tafuri                    | 2008. április 10. |
| 120. | 24. | Nehéz próba (Una dura prova per don Matteo)                            | Elisabetta Marchetti | Carlo Mazzotta                               | 2008. április 10. |

### Hetedik évad (2009)
| Sor. | Év. | Cím                                                          | Rendező              | Író                                                | Premier              | Nézettség |
| ---- | --- | ------------------------------------------------------------ | -------------------- | -------------------------------------------------- | -------------------- | --------- |
| 121. | 1.  | Az utolsó ugrás (L'ultimo salto)                             | Lodovico Gasparini   | Mario Ruggeri                                      | 2009. szeptember 10. | 6 478 000 |
| 122. | 2.  | A nevelés művészete (Il mestiere di crescere)                | Lodovico Gasparini   | Lea Tafuri, Tiziana Lupi, Mario Ruggeri            | 2009. szeptember 10. | 5 298 000 |
| 123. | 3.  | A medve lábnyoma (Orma d'orso)                               | Lodovico Gasparini   | Francesco Arlanch, Andrea Valagussa                | 2009. szeptember 17. | 6 234 000 |
| 124. | 4.  | A névtelen lány (La ragazza senza nome)                      | Giulio Base          | Mauro Graiani                                      | 2009. szeptember 17. | 6 393 000 |
| 125. | 5.  | Ez nem vicc (Non è uno scherzo)                              | Lodovico Gasparini   | Francesco Arlanch, Andrea Valagussa                | 2009. szeptember 24. | 6 604 000 |
| 126. | 6.  | Prímszámok (Numeri primi)                                    | Lodovico Gasparini   | Mariolina Venezia, Mario Ruggeri                   | 2009. szeptember 24. | 5 734 000 |
| 127. | 7.  | A kolostor falain belül (Dietro le mura del convento)        | Lodovico Gasparini   | Mario Ruggeri, Andrea Oliva                        | 2009. október 1.     | 6 211 000 |
| 128. | 8.  | Kedves papa (Caro papà)                                      | Lodovico Gasparini   | Francesca Melandri, Francesco Arlanch              | 2009. október 1.     | 5 336 000 |
| 129. | 9.  | Becsületbeli ügy (Questione d'onore)                         | Giulio Base          | Francesca Melandri, Mario Ruggeri                  | 2009. október 8.     | 6 777 000 |
| 130. | 10. | Soha ne mondd, hogy harminc! (Mai dire trenta)               | Giulio Base          | Vittorio Testa, Lea Tafuri, Mauro Graiani          | 2009. október 8.     | 5 943 000 |
| 131. | 11. | A gyűrű (L'anello)                                           | Giulio Base          | Elena Bucaccio                                     | 2009. október 15.    | 6 695 000 |
| 132. | 12. | Ki ölte meg Ülő Bikát? (Chi ha ucciso Toro Seduto?)          | Giulio Base          | Mauro Graiani                                      | 2009. október 15.    | 5 782 000 |
| 133. | 13. | Nagyratörő célok (Mete ambiziose)                            | Giulio Base          | Maura Nuccetelli, Lea Tafuri                       | 2009. október 22.    | 6 836 000 |
| 134. | 14. | Az évforduló (L'anniversario)                                | Giulio Base          | Mauro Graiani                                      | 2009. október 22.    | 6 451 000 |
| 135. | 15. | Táncolj velem! (Balla con me)                                | Giulio Base          | Mauro Graiani                                      | 2009. október 29.    | 6 403 000 |
| 136. | 16. | Versenyfutás az idővel (Corsa contro il tempo)               | Giulio Base          | Mario Ruggeri                                      | 2009. október 29.    | 5 421 000 |
| 137. | 17. | Rossz úton (La cattiva strada)                               | Giulio Base          | Carlotta Wittig, Mario Ruggeri                     | 2009. november 5.    | 7 259 000 |
| 138. | 18. | Baráti csevegés (Amabile chiacchierata)                      | Giulio Base          | Mario Ruggeri, Tiziana Lupi                        | 2009. november 5.    | 6 477 000 |
| 139. | 19. | Tökéletesség (Perfetta)                                      | Giulio Base          | Francesca Melandri, Mauro Graiani, Mario Ruggeri   | 2009. november 12.   | 7 645 000 |
| 140. | 20. | Tangó (Tango)                                                | Giulio Base          | Elena Bucaccio                                     | 2009. november 12.   |           |
| 141. | 21. | Miért nem mondjuk el apának? (Perché non lo diciamo a papà?) | Giulio Base          | Francesca De Michelis, Mario Ruggeri               | 2009. november 19.   | 7 340 000 |
| 142. | 22. | A vacsora (Sai chi viene a cena?)                            | Giulio Base          | Mariella Sellitti                                  | 2009. november 19.   |           |
| 143. | 23. | Natalina pizzája (Una margherita per Natalina)               | Elisabetta Marchetti | Mauro Graiani, Luisa Cotta Ramosino, Mario Ruggeri | 2009. november 26.   | 7 863 000 |
| 144. | 24. | Minden áron (Ad ogni costo)                                  | Elisabetta Marchetti | Mario Ruggeri                                      | 2009. november 26.   | 7 169 000 |

### Nyolcadik évad (2011)
| Sor. | Év. | Cím                                                        | Rendező          | Író                                                 | Premier              | Nézettség |
| ---- | --- | ---------------------------------------------------------- | ---------------- | --------------------------------------------------- | -------------------- | --------- |
| 145. | 1.  | Az én lányom volt (Era mia figlia)                         | Giulio Base      | Mario Ruggeri                                       | 2011. szeptember 15. | 5 932 000 |
| 146. | 2.  | Kábulatban (Rave party)                                    | Giulio Base      | Francesco Arlanch, Andrea Valagussa                 | 2011. szeptember 15. | 5 506 000 |
| 147. | 3.  | A szerelem próbája (Prova d'amore)                         | Giulio Base      | Mario Ruggeri                                       | 2011. szeptember 22. | 6 473 000 |
| 148. | 4.  | Az ember, aki tudott repülni (L'uomo che sapeva volare)    | Giulio Base      | Francesca De Michelis, Mario Ruggeri, Umberto Gnoli | 2011. szeptember 22. | 5 849 000 |
| 149. | 5.  | A visszatérés (Il ritorno)                                 | Giulio Base      | Mario Ruggeri, Tiziana Lupi                         | 2011. szeptember 29. | 7 165 000 |
| 150. | 6.  | Három testvér és egy dada (Tre nipoti e una tata)          | Giulio Base      | Mariella Sellitti                                   | 2011. szeptember 29. | 6 450 000 |
| 151. | 7.  | Severino szerelmes (Severino innamorato)                   | Giulio Base      | Luisa Cotta Ramosino, Lea Tafuri                    | 2011. október 6.     | 7 521 000 |
| 152. | 8.  | Egy másik élet (Un'altra vita)                             | Giulio Base      | Mariolina Venezia                                   | 2011. október 6.     | 6 311 000 |
| 153. | 9.  | Légy a feleségem! (Sposami)                                | Carmine Elia     | Mario Ruggeri, Umberto Gnoli                        | 2011. október 13.    | 7 217 000 |
| 154. | 10. | Rossz vicc (Tiro mancino)                                  | Carmine Elia     | Mario Ruggeri, Mauro Graiani                        | 2011. október 13.    | 6 146 000 |
| 155. | 11. | Az apósnak mindig igaza van (Il suocero ha sempre ragione) | Carmine Elia     | Mauro Graiani, Mario Ruggeri                        | 2011. október 20.    | 7 535 000 |
| 156. | 12. | Gubbio titka (I segreti di Gubbio)                         | Carmine Elia     | Luisa Cotta Ramosino, Lea Tafuri                    | 2011. október 20.    | 6 530 000 |
| 157. | 13. | Válaszd az életet! (Scelta di vita)                        | Carmine Elia     | Francesco Arlanch, Alessia Lepore                   | 2011. október 27.    | 7 453 000 |
| 158. | 14. | Y generáció (Generazione Y)                                | Carmine Elia     | Mariella Sellitti                                   | 2011. október 27.    | 6 793 000 |
| 159. | 15. | A legszebb nap (Il giorno più bello)                       | Carmine Elia     | Elena Bucaccio                                      | 2011. november 3.    | 7 814 000 |
| 160. | 16. | A csodagyermek (La bambina del miracolo)                   | Carmine Elia     | Sabina Marabini, Mario Ruggeri                      | 2011. november 3.    | 7 192 000 |
| 161. | 17. | Régi barátok (Vecchie amiche)                              | Fernando Muraca  | Mario Ruggeri, Viola Rispoli                        | 2011. november 10.   | 7 530 000 |
| 162. | 18. | Családi perpatvar (Il bambino conteso)                     | Fernando Muraca  | Valerio D’Annunzio                                  | 2011. november 10.   | 6 577 000 |
| 163. | 19. | A gyanú árnyéka (L'ombra del sospetto)                     | Fernando Muraca  | Mario Ruggeri, Sabina Marabini                      | 2011. november 17.   | 7 383 000 |
| 164. | 20. | Egy eltűnt lány (Indagine su una figlia)                   | Fernando Muraca  | Elena Bucaccio, Emanuela Canonico                   | 2011. november 17.   | 7 147 000 |
| 165. | 21. | A szerelem nem elég (L'amore non basta)                    | Salvatore Basile | Francesco Arlanch, Luisa Cotta Ramosino             | 2011. november 24.   | 7 404 000 |
| 166. | 22. | Árulások (Tradimenti)                                      | Salvatore Basile | Mario Ruggeri                                       | 2011. december 1.    | 8 445 000 |
| 167. | 23. | Minden elveszett (Tutto è perduto)                         | Salvatore Basile | Francesco Arlanch, Luisa Cotta Ramosino             | 2011. december 1.    | 7 919 000 |
| 168. | 24. | Don Matteót megvádolják (Don Matteo sotto accusa)          | Salvatore Basile | Mario Ruggeri                                       | 2011. december 8.    | 8 171 000 |

### Kilencedik évad (2014)
| Sor. | Év. | Cím                                                     | Rendező       | Író                                  | Premier           | Nézettség |
| ---- | --- | ------------------------------------------------------- | ------------- | ------------------------------------ | ----------------- | --------- |
| 169. | 1.  | Újrakezdés (Un nuovo inizio)                            | Monica Vullo  | Mario Ruggeri                        | 2014. január 9.   | 8 759 000 |
| 170. | 2.  | A második feleség (La seconda moglie)                   | Monica Vullo  | Umberto Gnoli, Mario Ruggeri         | 2014. január 9.   | 8 089 000 |
| 171. | 3.  | A vád tanúja (Testimone d'accusa)                       | Monica Vullo  | Mario Ruggeri                        | 2014. január 16.  | 8 091 000 |
| 172. | 4.  | A szerelem bizonyítéka (Prova d'amore)                  | Monica Vullo  | Viola Rispoli, Mario Ruggeri         | 2014. január 16.  | 7 679 000 |
| 173. | 5.  | Az élet győzelme (Il record della vita)                 | Monica Vullo  | Elena Bucaccio, Gabriele Cheli       | 2014. január 23.  | 8 311 000 |
| 174. | 6.  | A világtól elzárva (Fuori dal mondo)                    | Monica Vullo  | Umberto Gnoli                        | 2014. január 23.  | 7 441 000 |
| 175. | 7.  | Lányom helyett lányom (Il coraggio di una figlia)       | Monica Vullo  | Carlo Mazzotta                       | 2014. január 30.  | 8 257 000 |
| 176. | 8.  | Hajszálon függ az élet (Una vita sul filo)              | Monica Vullo  | Umberto Gnoli, Mariella Sellitti     | 2014. január 30.  | 7 700 000 |
| 177. | 9.  | Az utolsó bűntény (L'ultimo colpo)                      | Monica Vullo  | Luisa Cotta Ramosino                 | 2014. február 6.  | 8 176 000 |
| 178. | 10. | Számítógépes zaklatás (Cyberbulli)                      | Luca Ribuoli  | Umberto Gnoli                        | 2014. február 6.  | 7 273 000 |
| 179. | 11. | Közel, s mégis távol (Vicini e incredibilmente lontani) | Luca Ribuoli  | Luca Monesi                          | 2014. február 13. | 8 292 000 |
| 180. | 12. | Az elveszített fogadás (Scommessa perdente)             | Luca Ribuoli  | Luca Monesi                          | 2014. február 13. | 7 598 000 |
| 181. | 13. | A szerelem ára (Il prezzo dell'amore)                   | Luca Ribuoli  | Mario Ruggeri                        | 2014. február 27. | 8 226 000 |
| 182. | 14. | Az idegen lány (La straniera)                           | Luca Ribuoli  | Mario Ruggeri, Lorenzo Ruggeri       | 2014. február 27. | 7 626 000 |
| 183. | 15. | Prioritások (Questione di priorità)                     | Jan Michelini | Elena Bucaccio, Luisa Cotta Ramosino | 2014. március 6.  | 7 856 000 |
| 184. | 16. | A választás (La scelta)                                 | Luca Ribuoli  | Antonio Antonelli, Umberto Gnoli     | 2014. március 6.  | 7 195 000 |
| 185. | 17. | Vád alatt (Sotto accusa)                                | Jan Michelini | Umberto Gnoli                        | 2014. március 13. | 7 631 000 |
| 186. | 18. | A látnok (La veggente)                                  | Jan Michelini | Luca Monesi                          | 2014. március 13. | 6 908 000 |
| 187. | 19. | A dühös kisfiú (Il bambino conteso)                     | Jan Michelini | Viola Rispoli                        | 2014. március 20. | 8 139 000 |
| 188. | 20. | Az én fiam (Mio figlio)                                 | Jan Michelini | Carlo Mazzotta                       | 2014. március 20. | 7 090 000 |
| 189. | 21. | Családi ügyek (Affari di famiglia)                      | Monica Vullo  | Viola Rispoli                        | 2014. március 27. | 8 310 000 |
| 190. | 22. | Nincs vesztenivaló (Niente da perdere)                  | Monica Vullo  | Umberto Gnoli                        | 2014. március 27. | 7 385 000 |
| 191. | 23. | Egy igaz mese (Una favola vera)                         | Monica Vullo  | Carlo Mazzotta                       | 2014. április 3.  | 8 010 000 |
| 192. | 24. | Alma visszatér (Il ritorno di Alma)                     | Monica Vullo  | Antonio Antonelli                    | 2014. április 3.  | 7 324 000 |
| 193. | 25. | Régi emlékek (Vecchi ricordi)                           | Monica Vullo  | Mario Ruggeri, Daniela delle Foglie  | 2014. április 10. | 7 987 000 |
| 194. | 26. | Isten veled, Natalina! (Addio Natalina!)                | Monica Vullo  | Mario Ruggeri                        | 2014. április 10. | 7 945 000 |

### Tizedik évad (2016)
| Sor. | Év. | Cím                                                   | Rendező             | Író                                                  | Premier                                | Nézettség |
| ---- | --- | ----------------------------------------------------- | ------------------- | ---------------------------------------------------- | -------------------------------------- | --------- |
| 195. | 1.  | A bűn (La colpa)                                      | Jan Maria Michelini | Mario Ruggeri                                        | 2016. január 7. 2016. szeptember 5.    | 9 677 000 |
| 196. | 2.  | Halálos ütések (Colpi proibiti)                       | Jan Maria Michelini | Umberto Gnoli                                        | 2016. január 7. 2016. szeptember 6.    | 8 657 000 |
| 197. | 3.  | Nincs kiút (Senza via d'uscita)                       | Jan Maria Michelini | Mario Ruggeri                                        | 2016. január 14. 2016. szeptember 7.   | 8 371 000 |
| 198. | 4.  | Biztonságos távolság (Distanza di sicurezza)          | Jan Maria Michelini | Francesco Balletta                                   | 2016. január 14. 2016. szeptember 8.   | 7 761 000 |
| 199. | 5.  | Ha szeretet van (Pensavo fosse amore)                 | Jan Maria Michelini | Mario Ruggeri                                        | 2016. január 21. 2016. szeptember 9.   | 7 958 000 |
| 200. | 6.  | Játékon kívül (Fuori dal gioco)                       | Jan Maria Michelini | Andrea Valagussa                                     | 2016. január 21. 2016. szeptember 12.  | 7 464 000 |
| 201. | 7.  | Nem a csillagok bűne (Non è colpa delle stelle)       | Jan Maria Michelini | Emanuela Canonico, Umberto Gnoli                     | 2016. január 28. 2016. szeptember 13.  | 7 595 000 |
| 202. | 8.  | Kórházi üzelmek (Medical Market)                      | Jan Maria Michelini | Luca Monesi                                          | 2016. január 28. 2016. szeptember 14.  | 6 818 000 |
| 203. | 9.  | Null kilométeres szerelem (L'amore a chilometro zero) | Jan Maria Michelini | Daniela Delle Foglie, Enrico Audenino, Umberto Gnoli | 2016. február 4. 2016. szeptember 15.  | 7 566 000 |
| 204. | 10. | A bevásárlókocsis ember (L'uomo dei carrelli)         | Jan Maria Michelini | Leonardo Marini                                      | 2016. február 4. 2016. szeptember 16.  | 6 832 000 |
| 205. | 11. | És te mennyit érsz? (E tu quanto vali?)               | Jan Maria Michelini | Umberto Gnoli                                        | 2016. február 18. 2016. szeptember 19. | 7 846 000 |
| 206. | 12. | Szabadíts meg a gonosztól (Liberi dal male)           | Daniela Borsese     | Leonardo Marini, Mario Ruggeri                       | 2016. február 18. 2016. szeptember 20. | 6 902 000 |
| 207. | 13. | Kis filmcsillagok (Piccole stelle)                    | Daniela Borsese     | Antonio Antonelli                                    | 2016. február 25. 2016. szeptember 21. | 7 474 000 |
| 208. | 14. | Sztriptíz a neten (CAM-MOM)                           | Daniela Borsese     | Emanuela Canonico                                    | 2016. február 25. 2016. szeptember 22. | 6 819 000 |
| 209. | 15. | Az ígéret (La promessa)                               | Daniela Borsese     | Gabriele Cheli, Mario Ruggeri                        | 2016. március 3. 2016. szeptember 23.  | 7 347 000 |
| 210. | 16. | Az élet akár egy film (La vita è un film)             | Daniela Borsese     | Daniela Delle Foglie                                 | 2016. március 3. 2016. szeptember 26.  | 6 565 000 |
| 211. | 17. | A régi barát (L'amico ritrovalo)                      | Daniela Borsese     | Mario Ruggeri                                        | 2016. március 10. 2016. szeptember 27. | 7 216 000 |
| 212. | 18. | A két anya (Le due madri)                             | Daniela Borsese     | Francesco Balletta                                   | 2016. március 10. 2016. szeptember 28. | 6 574 000 |
| 213. | 19. | A díva (La diva)                                      | Monica Vullo        | Francesco Balletta                                   | 2016. március 17. 2016. szeptember 29. | 7 264 000 |
| 214. | 20. | A rászedettek (L'inganno)                             | Monica Vullo        | Umberto Gnoli                                        | 2016. március 17. 2016. szeptember 30. | 6 542 000 |
| 215. | 21. | Az utolsó emlék (L'ultimo ricordo)                    | Monica Vullo        | Umberto Gnoli                                        | 2016. március 31. 2016. október 3.     | 7 292 000 |
| 216. | 22. | Feltámadás (Resurrezione)                             | Monica Vullo        | Andrea Valagussa, Umberto Gnoli                      | 2016. március 31. 2016. október 4.     | 6 569 000 |
| 217. | 23. | A fertőzés (Il contagio)                              | Monica Vullo        | Luca Monesi                                          | 2016. április 7. 2016. október 5.      | 7 226 000 |
| 218. | 24. | A körhinta (Ultimo giro di giostra)                   | Monica Vullo        | Umberto Gnoli, Emanuela Canonico, Elena Santoro      | 2016. április 7. 2016. október 6.      | 6 531 000 |
| 219. | 25. | Menekülés (La fuga)                                   | Monica Vullo        | Mario Ruggeri                                        | 2016. április 14. 2016. október 7.     | 7 369 000 |
| 220. | 26. | Örök hűség (Nei secoli fedele)                        | Monica Vullo        | Mario Ruggeri                                        | 2016. április 14. 2016. október 10.    | 6 954 000 |

### Tizenegyedik évad  (2018)
| Sor. | Év. | Cím                                                     | Rendező              | Író                                 | Premier                             | Nézettség |
| ---- | --- | ------------------------------------------------------- | -------------------- | ----------------------------------- | ----------------------------------- | --------- |
| 221. | 1.  | A legszebb hiba (L’errore più bello)                    | Jan Maria Michelini  | Umberto Gnoli, Mario Ruggeri        | 2018. január 11. 2020. április 28.  | 8 258 000 |
| 222. | 2.  | Jelenetek egy házasságból (Scene da un matrimonio)      | Jan Maria Michelini  | Umberto Gnoli                       | 2018. január 11. 2020. április 29.  | 7 083 000 |
| 223. | 3.  | Megváltás (Salvazione)                                  | Jan Maria Michelini  | Mario Ruggeri                       | 2018. január 18. 2020. április 30.  | 7 424 000 |
| 224. | 4.  | Csakis értük (Per il loro bene)                         | Jan Maria Michelini  | Carlo Mazzotta                      | 2018. január 18. 2020. május 1.     | 6 508 000 |
| 225. | 5.  | Az igazi gazdagság (La vera ricchezza)                  | Jan Maria Michelini  | Francesco Balletta, Umberto Gnoli   | 2018. január 25. 2020. május 4.     | 7 492 000 |
| 226. | 6.  | A tehetség ára (Il prezzo del talento)                  | Jan Maria Michelini  | Luca Monesi, Umberto Gnoli          | 2018. január 25. 2020. május 5.     | 6 187 000 |
| 227. | 7.  | Rossz szerelem (L'amore sbagliato)                      | Jan Maria Michelini  | Emanuela Canonico                   | 2018. február 1. 2020. május 6.     | 7 183 000 |
| 228. | 8.  | Vigyázok rád (Avrò cura di te)                          | Jan Maria Michelini  | Silvia Leuzzi                       | 2018. február 1. 2020. május 7.     | 6 323 000 |
| 229. | 9.  | Igazságtétel (La mia giustizia)                         | Raffaele Androsiglio | Daniela Delle Foglie, Mario Ruggeri | 2018. február 15. 2020. május 8.    | 7 171 000 |
| 230. | 10. | A lélek éjszakája (La notte dell'anima)                 | Raffaele Androsiglio | Mario Ruggeri                       | 2018. február 15. 2020. május 11.   | 6 251 000 |
| 231. | 11. | Csak egy kislány (Ancora bambina)                       | Raffaele Androsiglio | Francesco Balletta                  | 2018. február 22. 2020. május 12.   | 7 288 000 |
| 232. | 12. | Válassz engem! (Scegli me!)                             | Raffaele Androsiglio | Umberto Gnoli                       | 2018. február 22. 2020. május 13.   | 6 247 000 |
| 233. | 13. | Fájdalmas szerelem (Pena d'amore)                       | Raffaele Androsiglio | Silvia Leuzzi                       | 2018. március 1. 2020. május 14.    | 7 715 000 |
| 234. | 14. | Egy normális család (Una famiglia normale)              | Raffaele Androsiglio | Carlo Mazzotta, Mario Ruggeri       | 2018. március 1. 2020. május 15.    | 6 792 000 |
| 235. | 15. | Személyes ügy (Una questione personale)                 | Raffaele Androsiglio | Umberto Gnoli                       | 2018. március 8. 2020. május 18.    | 6 396 000 |
| 236. | 16. | Egy olyan lány (Una di quelle)                          | Raffaele Androsiglio | Emanuela Canonico                   | 2018. március 8. 2020. május 19.    | 5 566 000 |
| 237. | 17. | Szülők és gyermekek (Genitori e figli)                  | Raffaele Androsiglio | Umberto Gnoli                       | 2018. március 15. 2020. május 20.   | 6 947 000 |
| 238. | 18. | Fogságban (Don Matteo sotto tiro)                       | Raffaele Androsiglio | Francesco Balletta                  | 2018. március 15. 2020. május 21.   | 5 716 000 |
| 239. | 19. | Mondd meg ki vagy! (Dimmi chi sei)                      | Alexis Sweet         | Silvia Leuzzi                       | 2018. március 22. 2020. május 22.   | 6 693 000 |
| 240. | 20. | Csak odaút (Sola andata)                                | Alexis Sweet         | Mario Ruggeri                       | 2018. március 22. 2020. május 25.   | 5 509 000 |
| 241. | 21. | A földrengés (La crepa)                                 | Alexis Sweet         | Mario Ruggeri, Emanuela Canonico    | 2018. március 29. 2020. május 26.   | 6 110 000 |
| 242. | 22. | Előérzetek (Premonizioni)                               | Alexis Sweet         | Daniela Delle Foglie, Umberto Gnoli | 2018. április 5. 2020. május 27.    | 6 314 000 |
| 243. | 23. | Egy életen át (Tutta la vita)                           | Alexis Sweet         | Francesco Balletta                  | 2018. április 12. 2020. május 28.   | 6 661 000 |
| 244. | 24. | A megbocsátás hatalma (Il potere del perdono)           | Alexis Sweet         | Luca Monesi                         | 2018. április 12. 2020. május 29.   | 5 925 000 |
| 245. | 25. | A karácsonyi gyermek (1-2. rész) (Il bambino di Natale) | Alexis Sweet         | Umberto Gnoli, Mario Ruggeri        | 2018. április 19. 2020. június 1-2. | 6 777 000 |

### Tizenkettedik évad (2020)
A sorozat tizenkettedik évada 2020-ban került az olasz televízióba.
A 11. évad főbb szereplői közül mindenki vállalta a folytatást, azonban a jelentősebb mellékszereplők közül távozott Chiara, Giovanni, Alice, Seba, Rita és Cosimo megformálója is. Az epizódok címét a tízparancsolat adja. A részek formátuma eltér a megszokottól, mert egy epizód kb. 100 perces, azaz a korábbi évadokat nézve két résznek felel meg.
Egy rész erejéig vendégszereplőként visszatér Giulio Tommasi, Lia Cecchini és Bianca Venezia karaktere is.
A magyarországi premier időpontja 2020. november 20.
| Sor. | Év. | Cím                                                                                                 | Rendező              | Író                                           | Premier                                          | Nézettség |
| ---- | --- | --------------------------------------------------------------------------------------------------- | -------------------- | --------------------------------------------- | ------------------------------------------------ | --------- |
| 246. | 1.  | Uradat, Istenedet imádd, és csak neki szolgálj! (1-2. rész) (Non avrai altro Dio all'infuori di me) | Raffaele Androsiglio | Mario Ruggeri                                 | 2020. január 9. 2020. november 20-23.            | 7 005 000 |
| 247. | 2.  | Isten nevét hiába ne vedd! (1-2. rész) (Non nominare il nome di Dio invano)                         | Raffaele Androsiglio | Umberto Gnoli                                 | 2020. január 16. 2020. november 24-25.           | 6 152 000 |
| 248. | 3.  | Az Úr napját szenteld meg! (1-2. rész) (Ricordati di santificare le feste)                          | Raffaele Androsiglio | Francesco Arlanch                             | 2020. január 23. 2020. november 26-27.           | 6 162 000 |
| 249. | 4.  | Atyádat és anyádat tiszteld! (1-2. rész) (Onora il padre e la madre)                                | Raffaele Androsiglio | Alessandro Sermoneta                          | 2020. január 30. 2020. november 30 - december 1. | 6 064 000 |
| 250. | 5.  | Ne ölj! (1-2. rész) (Non uccidere)                                                                  | Raffaele Androsiglio | Viola Rispoli                                 | 2020. február 20. 2020. december 2-3.            | 5 840 000 |
| 251. | 6.  | Ne paráználkodj! (1-2. rész) (Non commettere adulterio)                                             | Cosimo Alema         | Edoardo A. Gino, Elena Santoro, Umberto Gnoli | 2020. február 27. 2020. december 4-7.            | 5 812 000 |
| 252. | 7.  | Ne lopj! (1-2. rész) (Non rubare)                                                                   | Cosimo Alema         | Mario Ruggeri                                 | 2020. március 3. 2020. december 8-9.             | 5 919 000 |
| 253. | 8.  | Ne hazudj, mások becsületében kárt ne tégy! (1-2. rész) (Non dire falsa testimonianza)              | Cosimo Alema         | Silvia Leuzzi                                 | 2020. március 5. 2020. december 10-11.           | 6 609 000 |
| 254. | 9.  | Felebarátod házastársát ne kívánd! (1-2. rész) (Non desiderare la donna d'altri)                    | Cosimo Alema         | Mario Ruggeri                                 | 2020. március 12. 2020. december 14-15.          | 6 682 000 |
| 255. | 10. | Mások tulajdonát ne kívánd! (1-2. rész) (Non desiderare la roba d'altri)                            | Cosimo Alema         | Mario Ruggeri, Umberto Gnoli                  | 2020. március 19. 2020. december 16-17.          | 7 346 000 |

### Tizenharmadik évad (2022)
A sorozat tizenharmadik évada 2022-ben került az olasz televízióba.
| Sor. | Év. | Cím | Rendező           | Író                                         | Premier                               | Nézettség |
| ---- | --- | --- | ----------------- | ------------------------------------------- | ------------------------------------- | --------- |
| 256. | 1.  | A tökéletes nap (1-2.rész) (Il giorno perfetto)                                                                                                 | Francesco Vicario | Mario Ruggeri                               | 2022. március 31. 2023. július 10-11. | 6 541 000 |
| 257. | 2.  | Szeretet és harag (1-2.rész) (Amore e Rabbia)                                                                                                   | Luca Brignone     | Umberto Gnoli                               | 2022. április 7. 2023. július 12-13.  | 5 680 000 |
| 258. | 3.  | Vezéráldozat (1-2.rész) (Il Sacrificio della Regina)                                                                                            | Luca Brignone     | Andrea Valagussa, Elisa Zagaria             | 2022. április 14. 2023. július 14-17. | 5 044 000 |
| 259. | 4.  | Oly közel, és oly távol (1-2.rész) (Così vicini, così lontani)                                                                                  | Luca Brignone     | Umberto Gnoli, Dario Sardelli               | 2022. április 21. 2023. július 18-19. | 6 093 000 |
| 260. | 5.  | A megkerült barát (1-2.rész) (L'amico ritrovato)                                                                                                | Riccardo Donna    | Mario Ruggeri                               | 2022. április 28. 2023. július 20-21. | 6 486 000 |
| 261. | 6.  | Az ártatlan (1-2.rész) (L'innocente) | Riccardo Donna    | Umberto Gnoli                               | 2022. május 5. 2023. július 24-25.    | 6 282 000 |
| 262. | 7.  | Mások bűnei (1-2.rész) (Le colpe degli altri)                                                                                                   | Riccardo Donna    | Alberto Vignati                             | 2022. május 17. 2023. július 26-27.   | 5 872 000 |
| 263. | 8.  | A szeretet szüli a családot, vagy a családból születik a szeretetet? (1-2.rész) (Ma è l'amore che fa la famiglia o la famiglia che fa l'amore?) | Luca Brignone     | Alessandra Martellini, Alessandro Sermoneta | 2022. május 19. 2023. július 28-31.   | 5 816 000 |
| 264. | 9.  | A hit bátorsága (1-2.rész) (Il coraggio di credere)                                                                                             | Luca Brignone     | Edoardo Gino                                | 2022. május 24. 2023. augusztus 1-2.  | 5 572 000 |
| 265. | 10. | Ég Veled, Matteo! (1-2.rész) (Dimenticando Matteo)                                                                                              | Riccardo Donna    | Umberto Gnoli, Mario Ruggeri                | 2022. május 26. 2023. augusztus 3-4.  | 6 186 000 |

### Tizennegyedik évad (2024)
A sorozat tizennegyedik évada 2024-ben került az olasz televízióba.
| Sor. | Év. | Cím                    | Rendező           | Író                            | Premier            | Nézettség |
| ---- | --- | ---------------------- | ----------------- | ------------------------------ | ------------------ | --------- |
| 266. | 1.  | La Samaritana          | Riccardo Donna    | Mario Ruggeri és Umberto Gnoli | 2024. október 17.  | 4 930 000 |
| 267. | 2.  | Il ladro di ricordi    | Riccardo Donna    | Mario Ruggeri                  | 2024. október 24.  | 4 325 000 |
| 268. | 3.  | Giustizia sarà fatta   | Riccardo Donna    | Alessandro Zullato             | 2024. október 31.  | 3 850 000 |
| 269. | 4.  | La luce del mondo      | Enrico Ianniello  | Umberto Gnoli                  | 2024. november 7.  | 4 040 000 |
| 270. | 5.  | La strada giusta       | Enrico Ianniello  | Elena Santoro                  | 2024. november 21. | 3 759 000 |
| 271. | 6.  | L'ultima consegna      | Francesco Vicario | Umberto Gnoli és Lorenzo Righi | 2024. november 28. | 4 076 000 |
| 272. | 7.  | L'erede                | Francesco Vicario | Edoardo A. Gino                | 2024. december 5.  | 3 965 000 |
| 273. | 8.  | Il dono                | Francesco Vicario | Elena Santoro                  | 2024. december 12. | 4 067 000 |
| 274. | 9.  | Indagine su una figlia | Francesco Vicario | Mario Ruggeri                  | 2024. december 17. | 4 189 000 |
| 275. | 10. | Resurrezione           | Francesco Vicario | Mario Ruggeri és Umberto Gnoli | 2024. december 19. | 3 975 000 |

## Fordítás
Ez a szócikk részben vagy egészben  a   Don Matteo című olasz Wikipédia-szócikk ezen változatának fordításán alapul.  Az eredeti cikk szerkesztőit annak laptörténete sorolja fel. Ez a jelzés csupán a megfogalmazás eredetét és a szerzői jogokat jelzi, nem szolgál a cikkben szereplő információk forrásmegjelöléseként.